# Cueva de la Madre Shipton
La Cueva de la Madre Shipton (o "La Vieja Cueva de la Madre Shipton") está en Knaresborough, Yorkshire del Norte, Inglaterra, cercano al Río Nidd. Muy cerca se encuentra Petrifying Well que es la atracción turística más antigua de Inglaterra, abierto desde 1630. Está asociado con la legendaria adivina y profetisa llamada Madre Shipton (1488 - 1561), nacida como Ursula Southeil, esposa de Toby Shipton. Según la leyenda nació en la cueva.
- Datos: Q6917428
- Multimedia: Mother Shipton's Cave / Q6917428